# ジブおじさん
ジブおじさん（1990年 - ）は、シンガポール在住の日本人YouTuber。ジブリおじさん、ケンとも呼ばれている。

## 経歴
1990年、大阪府にて誕生。10代の頃、映画『千と千尋の神隠し』を好きになり、スタジオジブリのアニメに触発されてYouTubeチャンネルの名前に『ジブおじさん』を選んだ。日本のロック・バンドであるBUMP OF CHICKENのファンだったため、兄のギターを使って独学でギターを学んだ。
2019年にシンガポールの女性と結婚した。結婚式は日本とシンガポールで挙げ、夫婦はシンガポールに残ることを決意した。
2022年に新型コロナウイルス感染症に感染し、自宅にあるジムにて3日間（72時間）にわたって自主隔離を行なった。